# 塔思琦
塔思琦（英語：TASAKI & Co., Ltd.）是一家日本珠宝公司，总部位于日本兵库县神户市中央区。

## 历史
1954年成立，在长崎县九十九岛和三重县伊势志摩养殖阿古屋珍珠，1994年获得从戴比尔斯购买毛坯钻石的权利，进入钻石业务领域。2010年1月变更英文社名，由Tasaki Shinju Co., Ltd.改为TASAKI & Co., Ltd.，2012年2月1日变更商号。
2017年韩国私募巨头MBK Partners进行管理层收购将其收购。